# Villarluengo
Villarluengo – gmina w Hiszpanii, w prowincji Teruel, w Aragonii, o powierzchni 157,89 km². W 2011 roku gmina liczyła 200 mieszkańców.